# Анасазі (Цілком таємно)

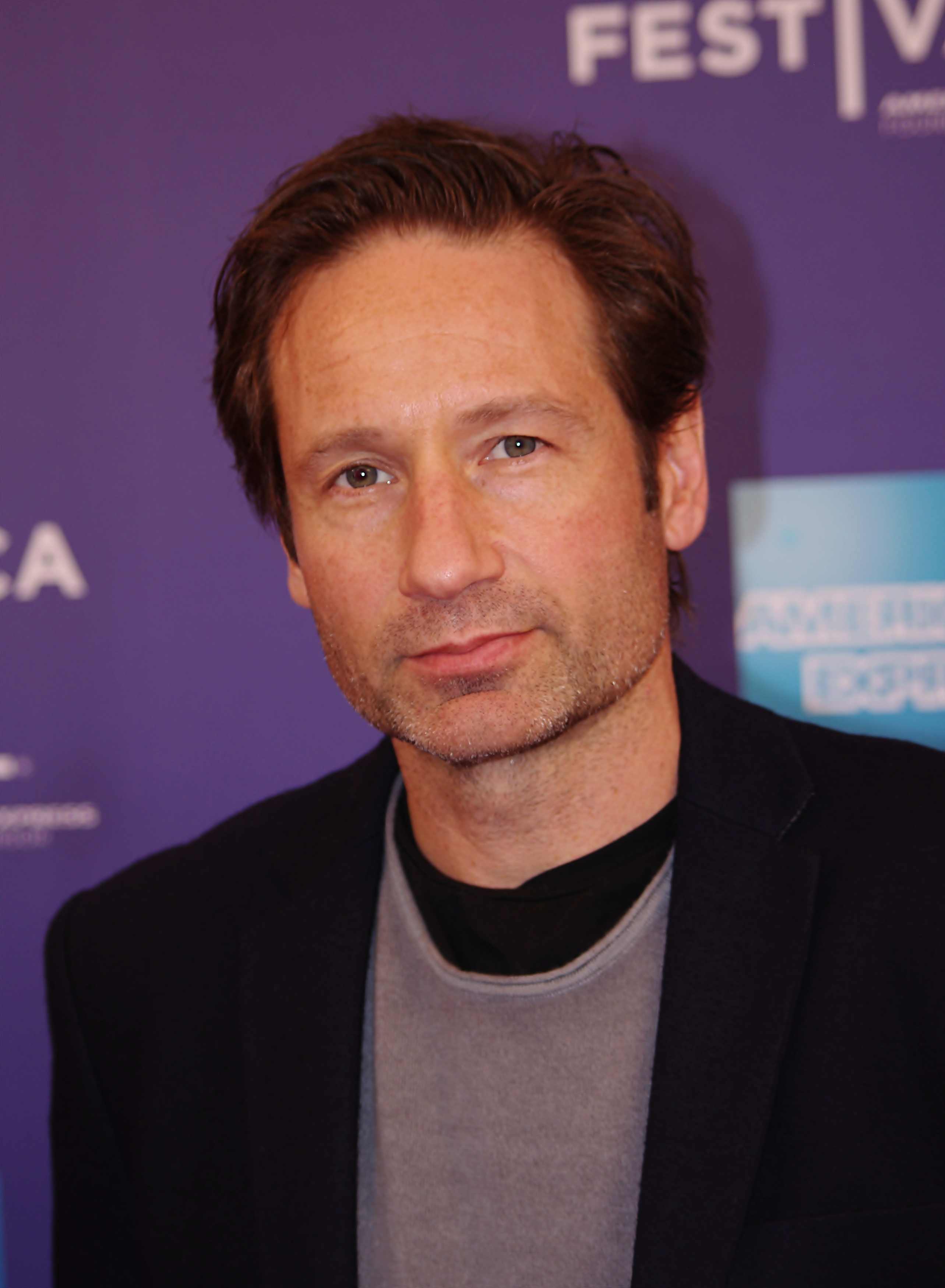

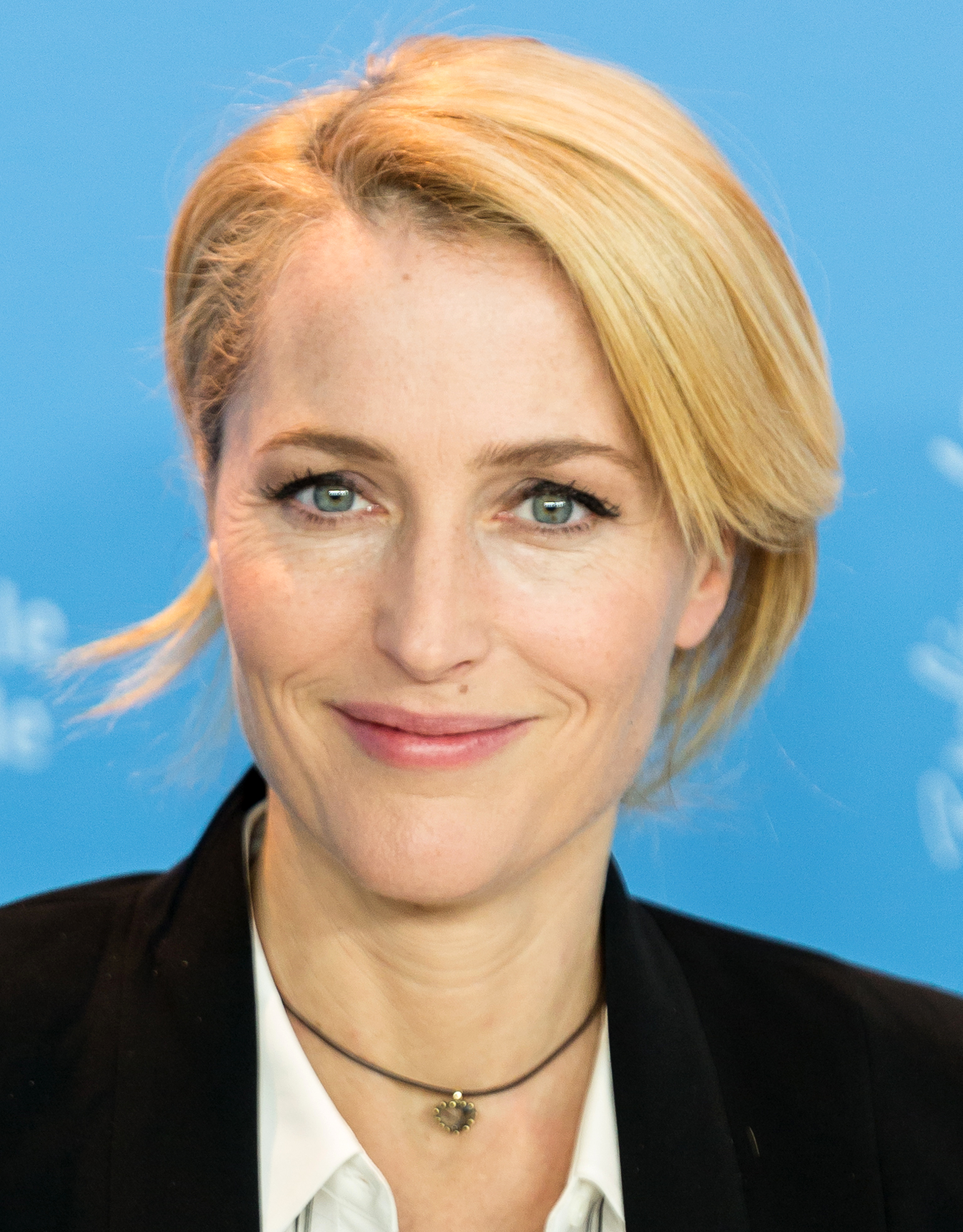

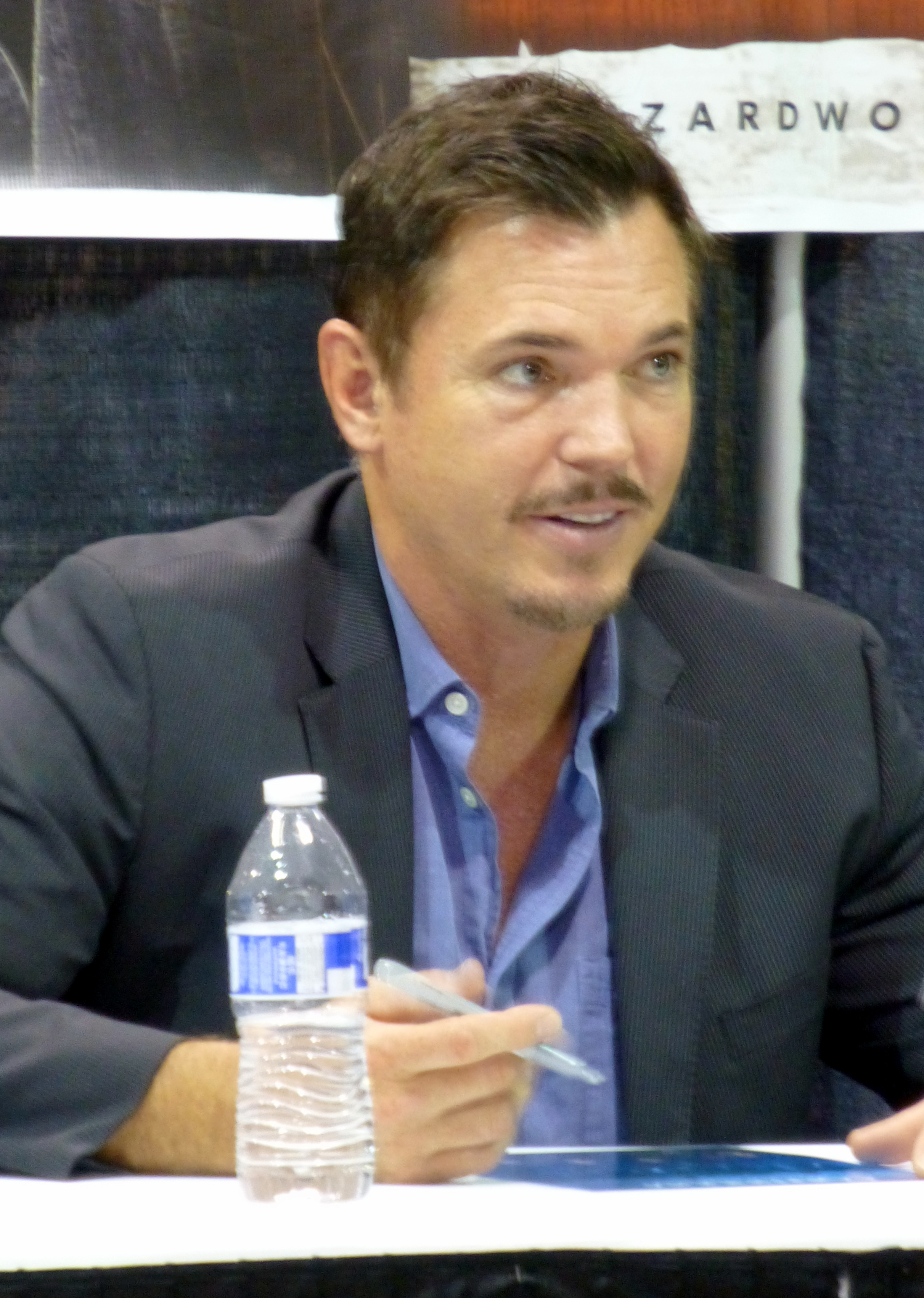

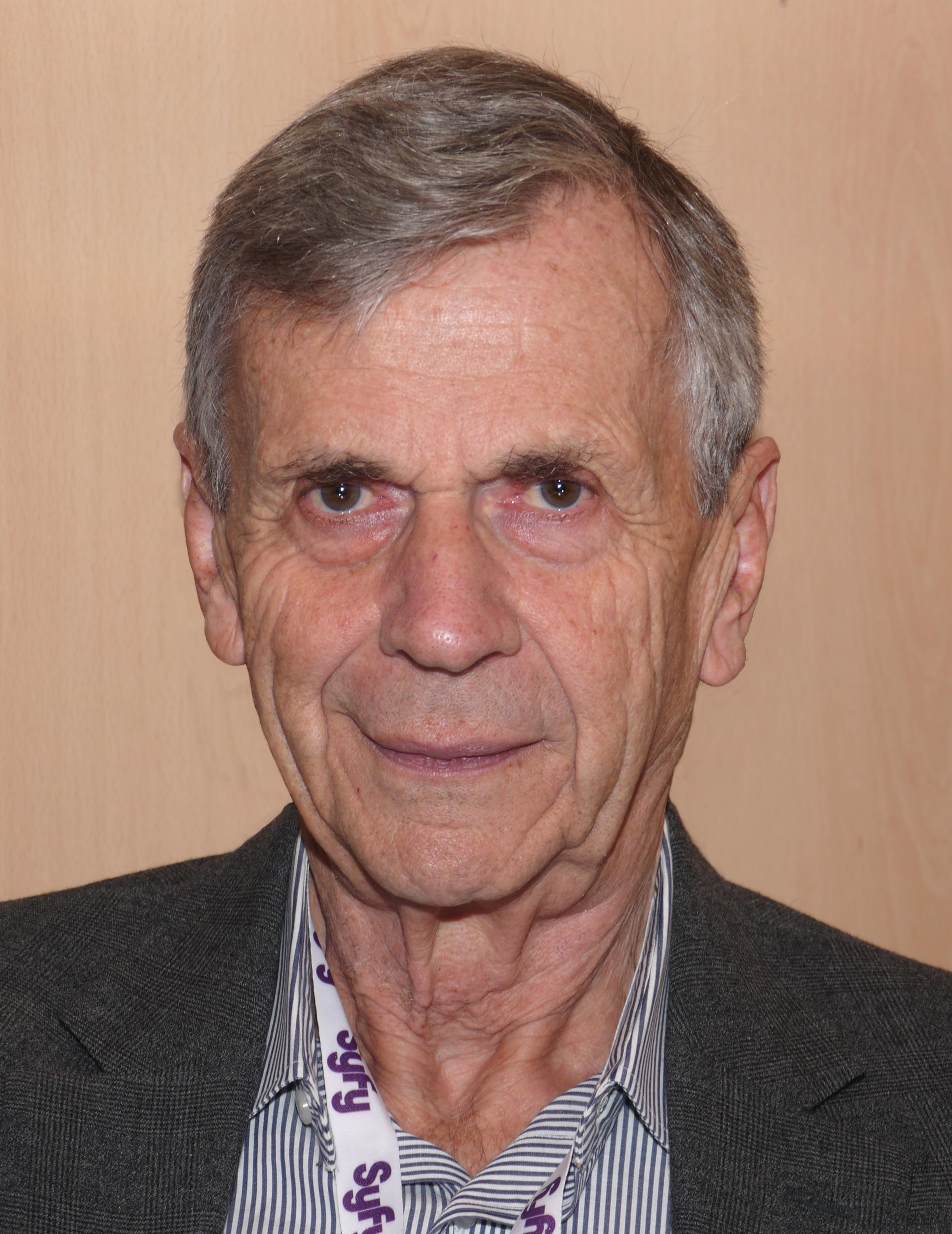

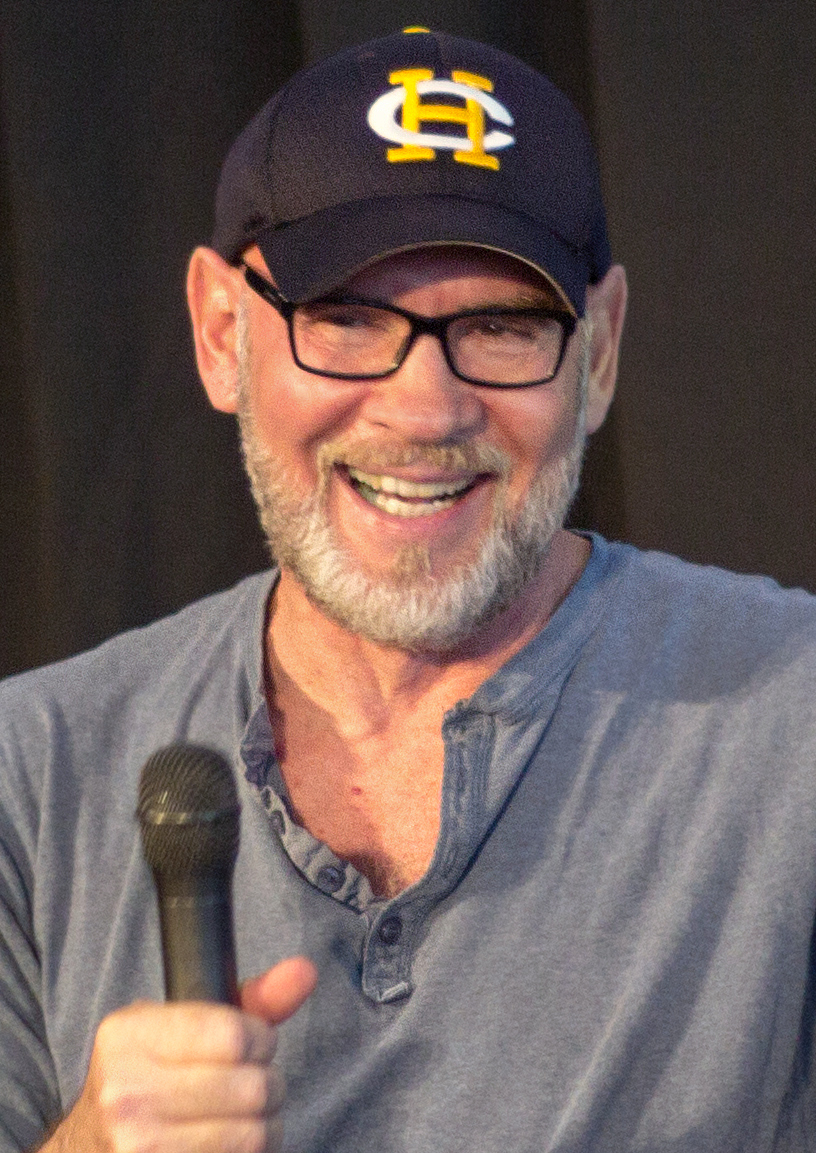

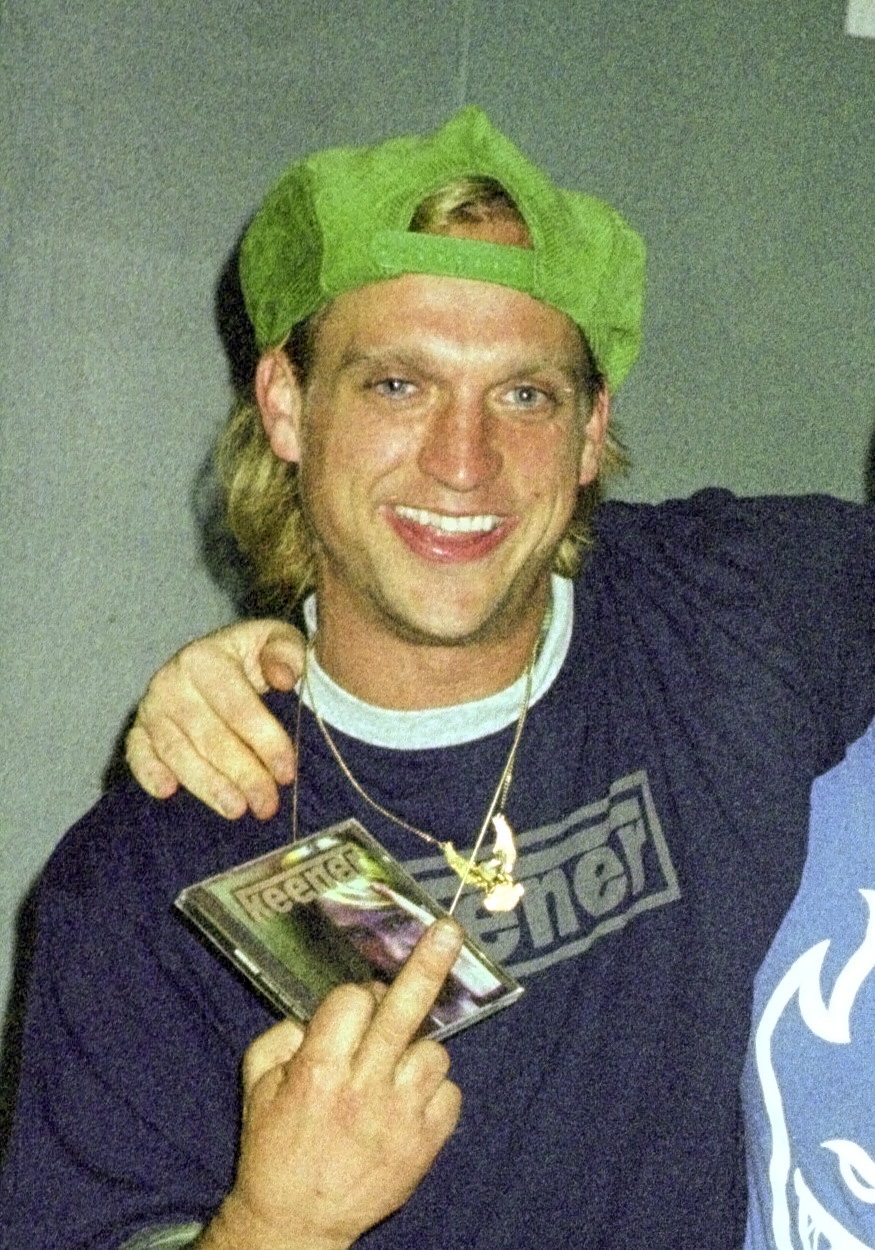

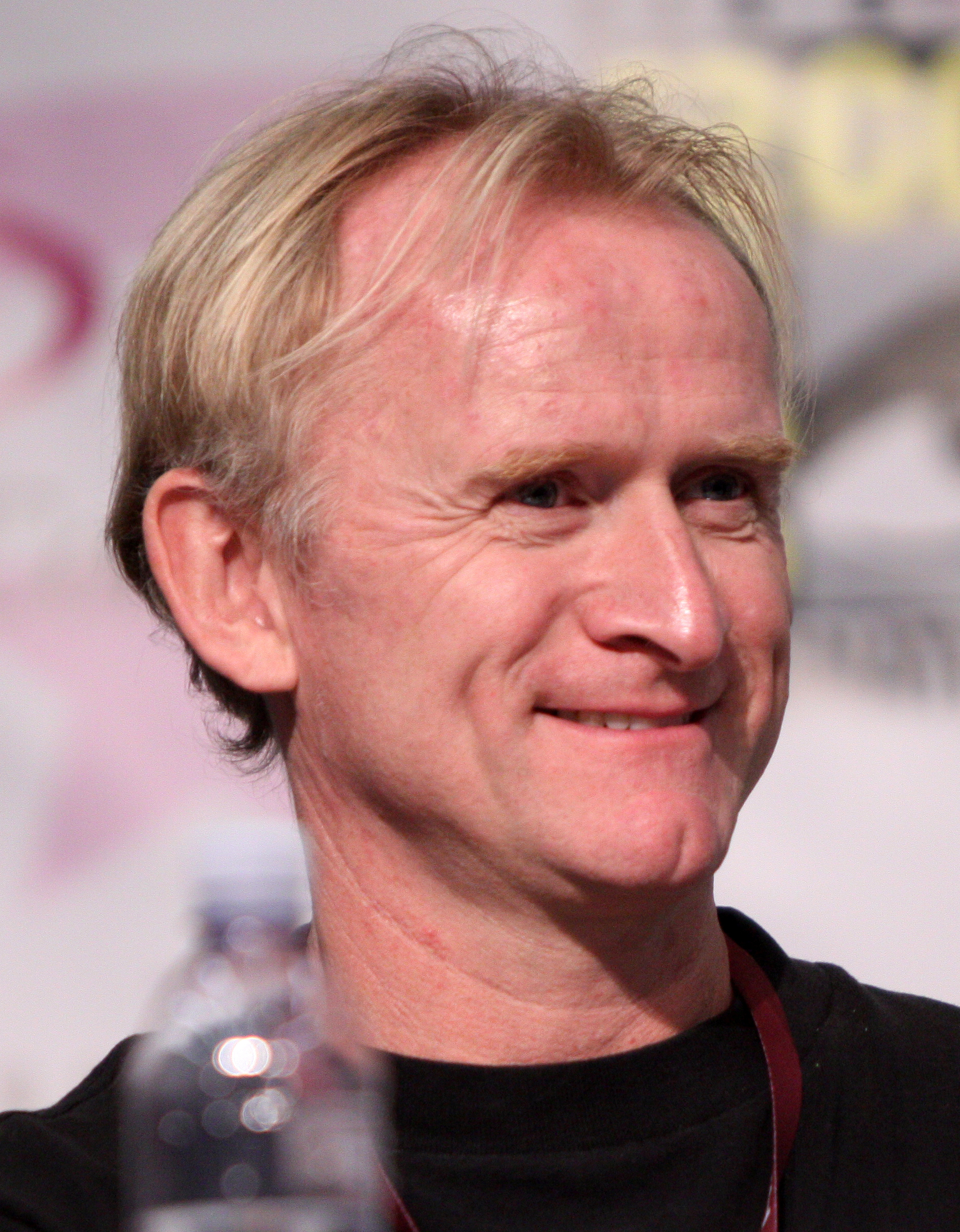

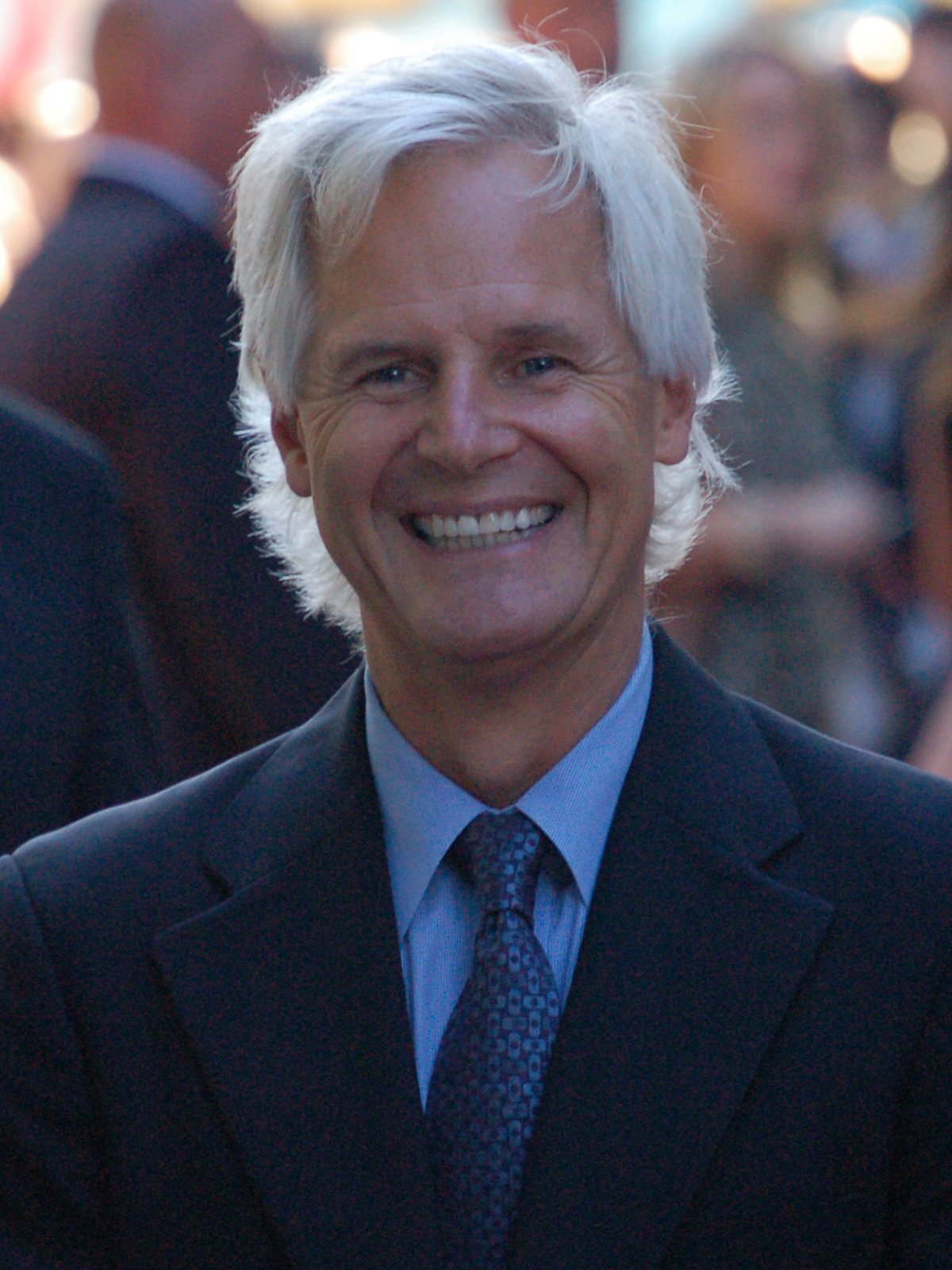

«Анасазі» — двадцять п'ята і остання серія другого сезону американського науково-фантастичного серіалу «Секретні матеріали». Вперше була показана на телеканалі Фокс 12 травня 1995 року. Сценарій до нього написав творець серіалу Кріс Картер з допомогою Девіда Духовни. Режисером був Роберт Гудвін. Ця серія є однією з ключових в «міфології» серіалу. Ця серія отримала рейтинг Нільсена в 10.1 балів і її подивились на 9.6 млн телевізорів. Епізод отримав гарні відгуки від критиків.
Серіал розповідає про двох агентів ФБР Фокса Малдера (роль виконав Девід Духовни) та Дейну Скаллі (роль виконала Джилліан Андерсон), які розслідують паранормальні випадки, що називають «файли X». В цій серії агент Малдер отримує касету із цілком секретними документами Міністерства оборони і намагається їх розшифрувати. Тим часом психічне здоров'я Малдера починає погіршуватись. Спроби розшифрувати документи приводять його в індіанську резервацію в Нью-Мексико. «Анасазі» є частиною трисерійного сюжету, який буде продовжений в серіях третього сезону «Благословенний шлях» та «Скріпка».

## Сюжет
У пустелі біля індіанської резервації Навахо в Ту-Грей-Хіллс, Нью-Мексико, хлопчик знаходить вагон закопаний в землю. Всередині вагону він знаходить труп створіння, схожого на інопланетянина. Хлопець привозить його в резервацію щоб показати іншим, зокрема старійшині Альберту Хостіну.
Тим часом хакер Кеннет Суна, відомий під ніком «мудрагель», в Довері (Делавер) зламує базу даних Міністерства оборони США, скачує цілком таємні документи, пов'язані з позаземним життям, і записує їх на касету. Через деякий час «Одинокі стрільці» приходять до Малдера і кажуть, що Суна хоче зустрітися з ним. Покидаючи квартиру, Малдер чує, як сусідка застрелила свого чоловіка, з яким прожила 30 років.
Суна віддав Малдеру касету під час зустрічі в ботанічному саду. Наступного дня Малдер в своєму офісі намагається прочитати документи, але виявляє, що вони зашифровані. Скаллі підказує йому, що документи написані на мові Навахо і хоче показати їх спеціалісту. Заступник директора Скіннер викликає Малдера до себе і питає про касету. Малдер скаженіє і нападає на Скіннера. Згодом Скаллі викликають на засідання комісії ФБР, де її питають, чи не знає вона причин такої поведінки Малдера. Малдеру призначають дисциплінарне слухання на наступний день. Малдеру загрожує відставка без права оскарження.
Тим часом Курець приходить в дім Білла Малдера, батька Фокса і колишнього співробітника Державного департаменту США, в Массачусетсі й повідомляє, що в його сина касета із цілком таємними документами. Скаллі приїздить до Малдера та радиться щодо доцільності подальших дій. Білл дзвонить Фоксу і просить його приїхати. Тим часом Скаллі приходить до перекладачки з мови Навахо, і та рекомендує Скаллі звернутися до індіанця Альберта Хостіна. Скаллі приходить додому до Малдера, але там його немає. Коли вона підходить до вікна, хто стріляє і ледь не вбиває Скаллі. Куля потрапила в стіну.
Коли Малдер приїжджає, батько говорить йому, що є правда, яку він довго приховував і зараз її розповість. Але він не встигає її розповісти, йде прийняти ліки; його застрелює Алекс Крайчек. Батько встигає перед смертю попросити пробачення у сина.
Малдер сидить над тілом батька і дзвонить до Скаллі. Після цього всього виснажений Малдер приходить до Скаллі додому і лягає спати. Поки він спить, Скаллі забирає його пістолет та несе на експертизу. Коли Малдер прокидається і помічає відсутність пістолета він починає злитись і підозрювати Скаллі у зраді. Дейна приходить у квартиру Малдера щоб забрати кулю зі стіни і помічає робітників, які міняють балони з водою. Скаллі перевіряє балони, та виявляє, що в воді в цих балонах є ЛСД, що пояснює агресивність Малдера та його сусідів. Коли Малдер підходить до дому, він бачить Крайчека, який готується його вбити. Малдер знешкоджує Крайчека, забирає в нього пістолет і готується застрелити Алекса. Але з'являється Скаллі і намагається відмовити Малдера від цього. Врешті, їй доводиться вистрілити Малдеру в плече, щоб не дати йому застрелити Крайчека. Крайчек втікає.
Малдер прокидається вже у індіанській резервації в Нью-Мексико. Скаллі представляє йому Альберта Хостіна і каже, що той почав перекладати документи. Вона також каже, що в документах згадані вона та Дуейн Беррі. Старійшина повідомляє про зникнення місцевого племені анасазі 600 років тому — їх викрали прибульці. Після цього онук Хостіна відвозить Малдера до вагона в каньйоні. Курець дзвонить Малдеру, і за допомогою цього дзвінка відслідковує його місце перебування. Малдер залазить всередину вагона і бачить там купу тіл, схожих на інопланетян, і зі шрамами від ін'єкції вакцини проти віспи. Згодом Курець прилітає до вагона на гелікоптері разом із армійським спецназом, і, не знайшовши Малдера всередині вагону, наказує його спалити.
Ніщо не зникає без сліду

## Створення
Творець серіалу Кріс Картер сказав, що «ця серія стала кульмінацією купи ідей. Зазвичай, ми даємо знімальній команді прочитати сценарій, і команда сказала, що тут стільки всього, що ми наврядчи втиснемо в одну серію. Але я дуже гордий за цей сценарій. Я з Девідом Духовни тісно співпрацювали над створенням сценарію і ми мали багато чого в нього включити». Кріс Картер був переконаний, що серія закінчила сезон найкращим чином, бо дала більше питань, ніж відповідей. В цій серії, як і в останній серії попереднього сезону, були несподіванки, наприклад що батько Малдера був частиною змови, після чого був вбитий, щоб довести, що «в Секретних матеріалах може трапитись що завгодно».
Через те, що цю серію знімали в Ванкувері, знімальній команді довелось пофарбувати в червоний колір покинутий місцевий кар'єр, використавши при цьому 1600 літрів фарби. Також їм довелось накладати кадри зняті в Нью-Мексико, щоб кар'єр в серії виглядав правдоподібно. Перефарбування було здійснене за допомогою декількох кранів після отримання дозволу від місцевих захисників довкілля. Також Кріс Картер зіграв епізодичну роль члена комісії ФБР. Слоганом цієї серії стало «Éí 'Aaníígóó 'Áhoot'é», що на мові навахо означає «Правда десь там».

## Знімались
| Актор                            | Роль                    |
| -------------------------------- | ----------------------- |
| Девід Духовни                    | Фокс Малдер             |
| Джилліан Андерсон                | Дейна Скаллі            |
| Пітер Донат                      | Вільям Малдер           |
| Флойд Вестерман «Червона Ворона» | Альберт Хостін          |
| Ніколас Ліа                      | Алекс Крайчек           |
| Берні Кулсон                     | «Мудрагель»             |
| Брюс Гарвуд                      | Джон Фіцджеральд Байєрс |
| Дін Гаглунд                      | Річард «Рінго» Ленглі   |
| Мітч Піледжі                     | Волтер Скіннер          |
| Вільям Брюс Девіс                | Курець                  |
| Кен Камру-Тейлор                 | другий старший агент    |
| Дакота Гаус                      | Ерік Гостін             |
| Том Брейдвуд                     | Мелвін Фрогікі          |
| Кріс Картер                      | інший агент             |